# Konice
Konice (j. č., tj. ta Konice, do Konice, v Konici, německy Konitz) je město v okresu Prostějov. Je historickým, administrativním i společenským centrem oblasti mikroregionu Konicko. Žije zde přibližně 2 700 obyvatel. Konice je nejmenším sídlem správního obvodu obec s rozšířenou působností.

## Název
Vývoj písemného zápisu jména sídla byl: Conitz (1279), Chunitz (1337), Chonitz (1342), Connycz (1349), Conycz (1351), Conicz (1351, 1379), Konycz (1386), Konicz (1405), Conicz (1420, 1445), z Konicze (1490, 1513), Kunitz (1677), Konitz (1718, 1751) až k podobám Konitz a Konice v letech 1846 a 1872. Místní jméno je pravděpodobně odvozeno od slova konnicě – "stáj pro koně". Pojmenování je rodu ženského, čísla jednotného, genitiv zní Konice.

## Geografie

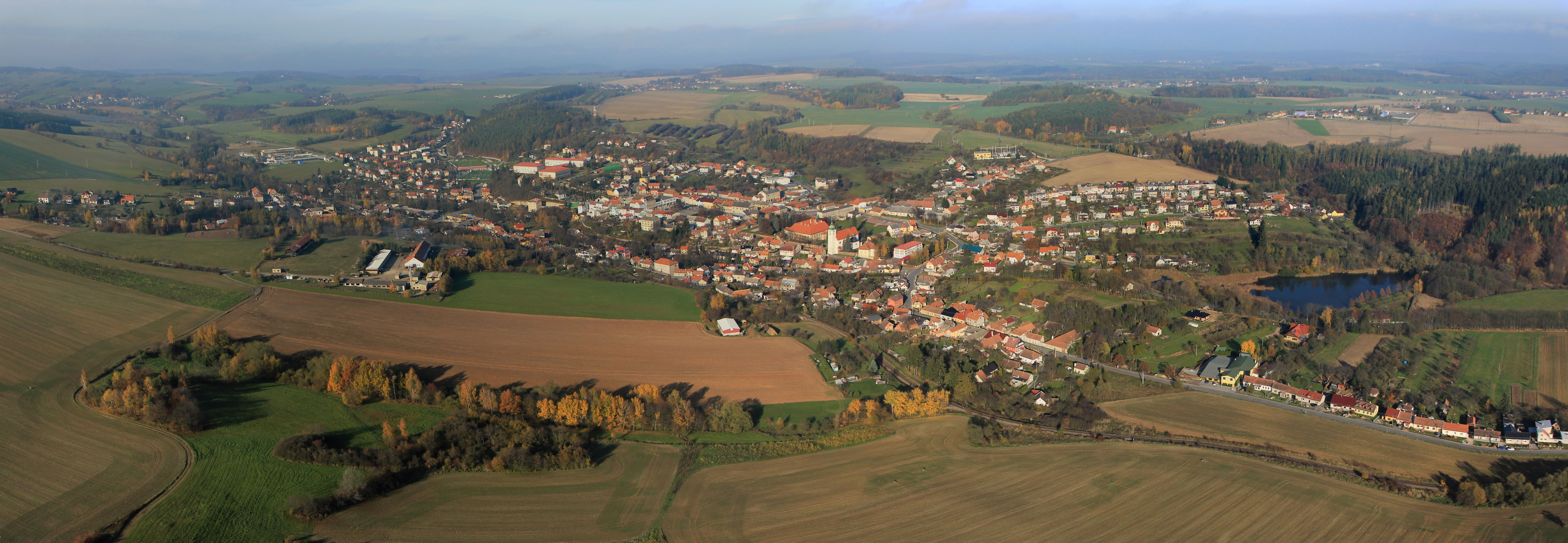
Letecký snímek

### Poloha
Konice leží v Olomouckém kraji v okrese Prostějov asi 18 km severozápadně od Prostějova v oblasti Drahanské vrchoviny. Samotná městská zástavba se rozkládá ve svažitém terénu údolí řeky Romže, z větší části na jejím levém břehu. Připojené obce se pak nacházejí v okolí města do všech směrů. Charakter zástavby je různorodý. Převažují rodinné domy přízemní a s patrem, můžeme se zde ale setkat i s několikapatrovými činžovními domy, zejména pak v centru města a v jeho severní části nad fotbalovým hřištěm.

### Vodstvo
Městem protéká říčka Romže (nazývaná také Jesenka). Jižně od zastavěné oblasti se rozkládají tři rybníky: Nohávka, Kamenný rybník a nádrž Na Střelnici. Další rybník s názvem Pod Vyšehradem leží východně od města a skupina několika menších je pak severně na potoce Jordán, což je levostranný přítok Romže.

## Historie
Název města se odvozuje od stájí, které sloužily k odpočinku koní při cestách do Čech (Konice leží na důležité obchodní stezce, která spojovala Malou Hanou se zbytkem Moravy). První písemná zmínka se datuje k 1. září roku 1200, kdy se na místě dnešního zámku rozkládala tvrz chránící důležitou obchodní cestu. Brzy po založení města se tvrz stala sídlem majitelů zdejšího panství. Významným vlastníkem, jemuž Konicko připadlo ke konci století výměnou za Zábřežsko, byl Adam z Choliny. Po něm se majitelé panství několikrát měnili. 
Dalším významným rodem byli páni ze Švábenic, kteří zde vládli od roku 1434 až do roku 1655, tedy 221 let. Po jejich odchodu v 17. století došlo k úpadku panství a častému střídání dalších majitelů. Až v roce 1699 zakoupil panství olomoucký klášter Hradisko. Na počátku 18. století došlo k přestavbě kostela a výstavbě barokního zámku na místě původní, tehdy již zřícené, tvrze. Po zrušení kláštera se panství dostalo do rukou státu. Roku 1825 jej v poměrně bídném stavu zakoupil brněnský továrník Karel Příza, jehož rod spravoval Konicko až do roku 1945. Za jeho vlastnictví došlo k rozsáhlé opravě zámku. Až roku 1970 byl Konici udělen status města.

### Rodáci
- Josef Hrabal (1882–1967), švec, sladovník, předobraz literární postavy Strýce Pepina, nevlastní strýc spisovatele Bohumila Hrabala[5]
- František Hrabal (1889–1966), správce pivovaru v Nymburku, předobraz literární postavy Francina, nevlastní otec spisovatele Bohumila Hrabala[6]
- Zeno Dostál (1934–1996), spisovatel a režisér
- František Šoupal (1910–1973),[7] ř. k. kněz, vysvěcen 1935, vězněn komunistickým režimem „za velezradu“ 15 let v dolech v Podkrkonoší a v Leopoldově
- Karel Rychnovský (1918–1942), letec-navigátor, příslušník 311. československé bombardovací peruti RAF[8]
- František Továrek (1915–1990), regionální historik, spisovatel literatury pro mládež a překladatel
- František Valert (1932–1993), kameraman, spolupracovník Zdeňka Podskalského
- Pavel Trávníček (* 1950), herec, moderátor, dabér a režisér, známý pro roli v pohádce Tři oříšky pro Popelku.
- Petr Polák (* 1978), herec, producent, známý rolí v trilogii Babovřesky a Ordinace v růžové zahradě

## Pamětihodnosti

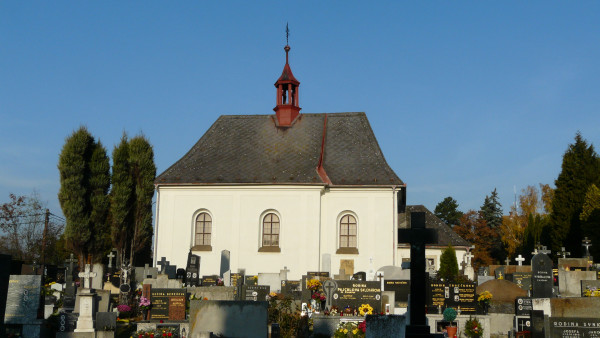
Kostel sv. Jana Křtitele

Nejznámější památkou ve městě je barokní zámek, který prošel v nedávné době zásadní rekonstrukcí. V jeho interiéru je možné zhlédnout expozici lidových řemesel, pořádají se zde také různá kulturní vystoupení. V zámku sídlí městské kulturní středisko a jediné informační centrum na Konicku. V okolí se nachází kašna a naproti vchodu stojí socha sv. Floriána z roku 1740 – obojí dílo olomouckého sochaře Ondřeje Zahnera.
Další významnou památkou je chrám Narození Panny Marie. Jde o farní kostel založený asi roku 1506 a přestavěný v letech 1699–1709. V interiéru se nacházejí zachovalé náhrobky a erby rytířů ze Švábenic. Nejstarší dochovanou stavbou ve městě je pak hřbitovní kostel sv. Jana Křtitele, jehož výstavba se datuje do první poloviny 16. století (s jistotou je doložen až k roku 1560). Kostel v 80. letech prošel nepříliš citlivou přestavbou na smuteční síň.
Dole pod hřbitovem, u kruhového objezdu, stojí kaple Panny Marie. Mezi další památky lze zařadit sochu sv. Jana Nepomuckého na náměstí z roku 1717, sochu sv. Floriána v ulici Staré město z roku 1733 a památník na Březském vrchu.

## Obecní symboly

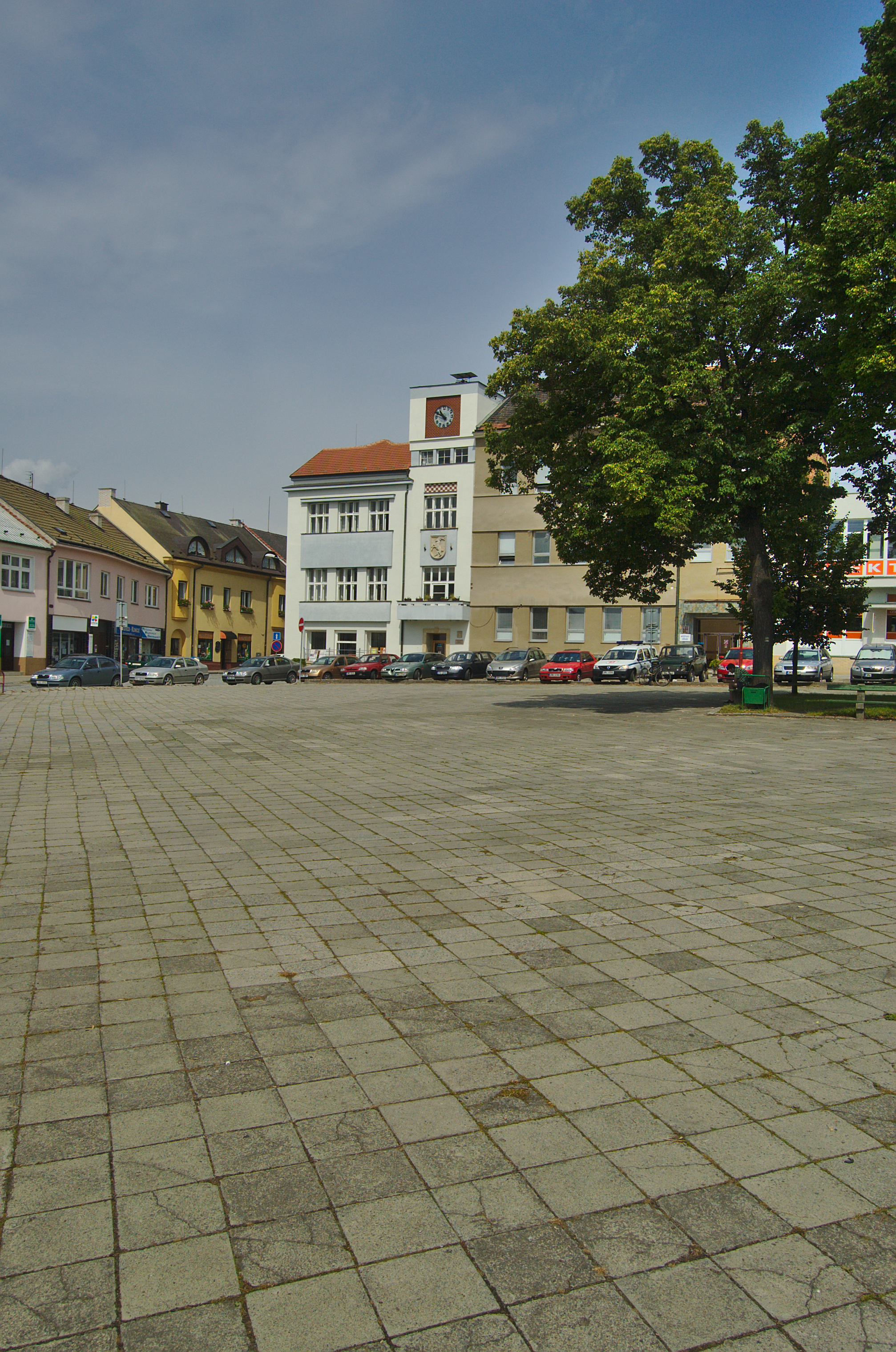
Masarykovo náměstí s radnicí

Nejstarší pečeť použitá na listině dne 24. srpna 1446 má v pečetním poli zahrocený štít, na něm jelena ve skoku vpravo se čtvrceným štítkem na hrudi a opis gotickou minuskulou mezi dvěma linkami s textem Sigillum ciuium opidi de Conicz. Průměr této pečeti je 3,5 cm. Původ jelena ve znaku nelze spolehlivě vyložit. Naopak štítek na jeho hrudi nese znak pánů ze Švábenic, kteří měli v erbu čtyři odstředivé střely. Tento štítek však nezůstal trvalou součástí konického znaku a na pečetích po roce 1655 již chybí. V dalších dobách byla správná podoba znaku zapomenuta a na obecním razítku používaném od počátku 20. století, stejně jako na fasádě radnice v Konici, byl vyobrazen jelen stojící na pahorku mezi dvěma stromky s třemi šesticípými hvězdami po obou stranách hlavy (podoba se znakem města Semil). V roce 1935 tedy Semily požádaly Konici o zprávu, kdy a jakým způsobem tohoto znaku nabyla. Odpověď sdělovala, že o tomto nebyla v archívu nenalezla žádná zpráva a že současná podoba znaku je nesprávná. Roku 1993 se s tímto problémem zástupci města obrátili na předního českého heraldika Jiřího Loudu, který zastupitelstvu předložil návrh nového městského znaku i praporu, který vycházel původního znaku z 15. století. Respektoval tudíž jelena ve skoku s malým štítkem se znamením ve tvaru kříže na jeho hrudi. Navrhované barvy městského znaku byly modrá, červená, zlatá a stříbrná (stříbrný jelen se zlatou zbrojí v červeném poli). Prapor vychází z barev znaku, je rozdělen na dva pruhy, bílý nad červeným, v žerďové části bílého pruhu je modrý kanton se žlutou rozletitou střelou. Navržený nový znak i prapor byl městským zastupitelstvem v Konici schválen 28. dubna 1994 a předložen heraldické komisi při Parlamentu ČR, kde byla jeho platnost oficiálně potvrzena.

## Části města
- Konice
- Čunín
- Křemenec
- Ladín
- Nová Dědina
- Runářov

Od 1. ledna 1986 do 23. listopadu 1990 k městu patřily i Březsko a Budětsko.

## Obyvatelstvo
Podle údajů z roku 2011 žije v Konici a připojených obcích celkem 2792 obyvatel. Za posledních 20 let se v Konici narodilo 628 lidí a zemřelo celkem 660 lidí. Průměrný roční přírůstek obyvatel za toto období je -1,5 ob./rok, migrační přírůstek je -10 ob./rok, a celkový přírůstek tak dosahuje hodnoty -12,1 ob./rok (určeno z dat za období 1991–2011).
Většina z věřících se hlásí k římskokatolické církvi, ve městě je sídlo konického děkanátu. Bohoslužby se konají v kostele Narození Panny Marie.
Vývoj počtu obyvatel za celou obec i za jeho jednotlivé části uvádí tabulka níže, ve které se zobrazuje i příslušnost jednotlivých částí k obci či následné odtržení.
| Místní části   | Místní části | 1869 | 1880 | 1890 | 1900 | 1910 | 1921 | 1930 | 1950 | 1961 | 1970 | 1980 | 1991 | 2001 | 2011 |
| -------------- | ------------ | ---- | ---- | ---- | ---- | ---- | ---- | ---- | ---- | ---- | ---- | ---- | ---- | ---- | ---- |
| Počet obyvatel | část Konice  | 4392 | 4445 | 4393 | 4196 | 4153 | 4059 | 4036 | 3050 | 3314 | 3068 | 3183 | 3099 | 3031 | 2792 |
| Počet domů     | část Konice  | 647  | 683  | 690  | 689  | 727  | 748  | 832  | 855  | 787  | 805  | 782  | 954  | 992  | 1036 |

## Zemědělství

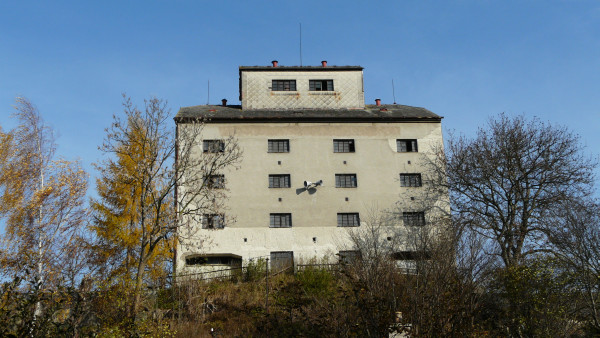
Stará městská sýpka

Orná půda zabírá přes 40 % katastrálního území. Na polích v okolí Konice se pěstují obilniny (pšenice), olejniny (řepka olejka), v méně úrodných oblastech také brambory. Za zmínku stojí také živočišná výroba. Lesní porosty zabírají přes 30 % rozlohy katastru města.

## Průmysl
V Konici jsou zastoupeny zejména obory lehkého průmyslu. Jmenovat lze například společnosti KOVO (váhy a čerpadla), DAPAS (obalové materiály), ISK (vestavěné sauny), MRŇKA a.s. (okna), dále pak textilní společnost MODĚVA (pánská a dámská konfekce) a také dřevozpracující průmysl. Někteří obyvatelé dojíždějí do větších průmyslových center a dalších podniků v okolí (Prostějov, Ptení).

## Služby
Jelikož je Konice centrem regionu, najde zde uplatnění celá řada různých služeb. Ve městě se nachází supermarket COOP a CBA, pár dalších prodejen se smíšeným zbožím i specializovaných obchodů (papírnictví, květinářství, rybí trhy, prodejna elektroniky, nábytku). Pro návštěvníky města je zde několik restaurací a barů, penzion, kavárna a rychlé občerstvení. Na náměstí lze nalézt dvě lékárny a je zde také pobočka České pošty. U supermarketu COOP (Hvězda) se nachází dva bankomaty. V Konici sídlí řada řemeslníků, jako je hodinář, několik automechaniků a dalších opravářů. Sociální služby v Konici a okolních obcích poskytuje Charita Konice (pečovatelská služba v domácnostech klientů, domácí zdravotní a hospicová péče v domácnostech pacientů a Mateřské centrum Srdíčko).
V roce 2017 vznikla internetová skupina Diskuzní fórum a bazar města Konice, která slouží občanům města Konice a přilehlých obcí, jednak k formální diskuzi, ale i prodeji. Zakladatelem je Michal Bartošek, který je také hlavním správcem. O skupinu pečuje několik dalších moderátorů z prestižních regionálních deníků, ale například i zastupitel města. Skupinu denně navštíví i přes 3000 lidí. 

## Doprava

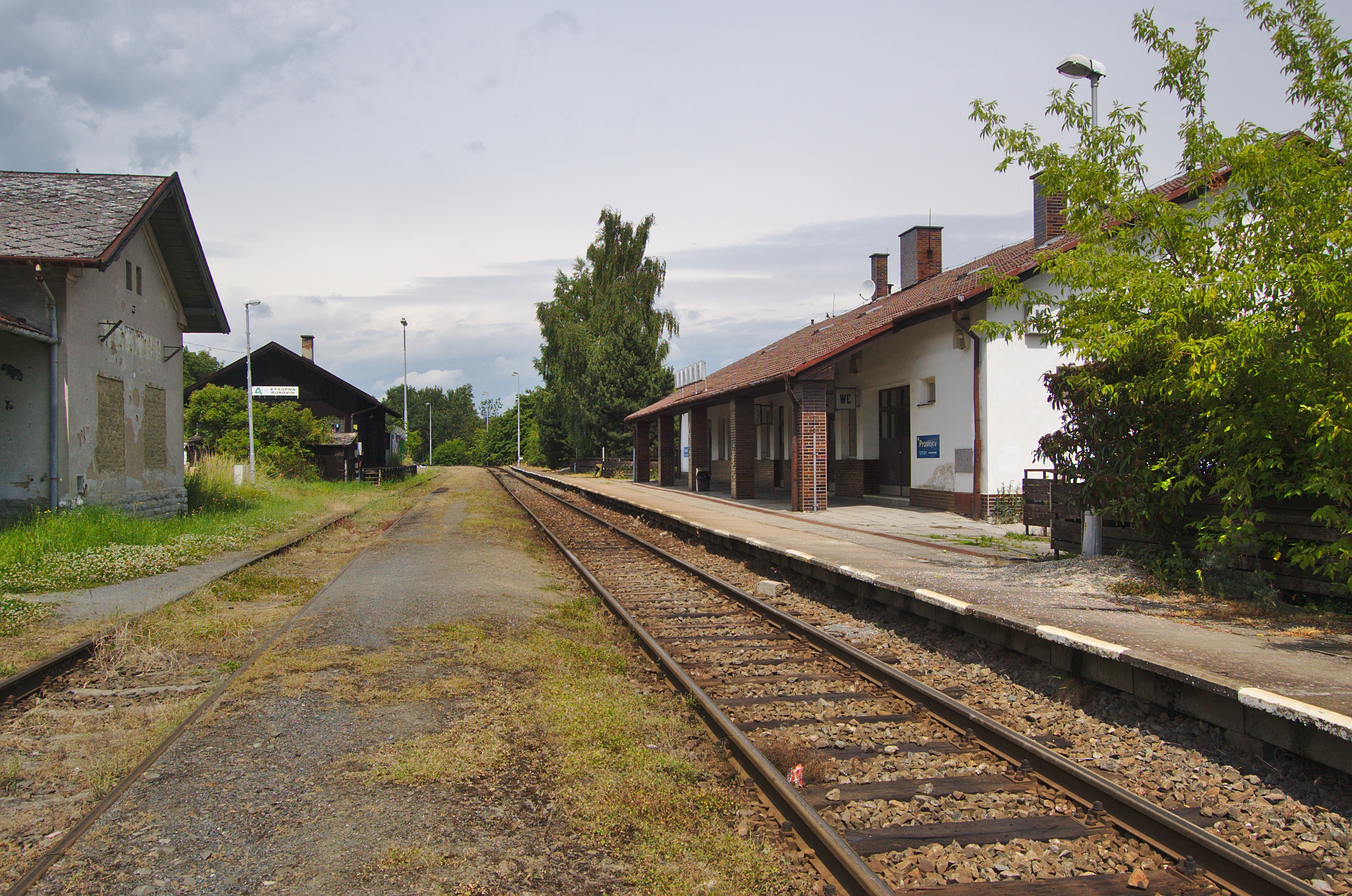
Železniční stanice Konice

Konicí prochází železniční trať 306 z Prostějova do Dzbele. Tato železnice je v osobní dopravě obsluhována celoročně osobními vlaky Českých drah v podobě dvoudílných motorových jednotek Regionova. Na katastru celého města i s přidruženými obcemi leží železniční stanice Konice a zastávky Křemenec a Čunín. Stanice ani zastávky nejsou obsazené, jízdenky se prodávají přímo ve vlaku. 
Z Konice vycházejí silnice druhé třídy číslo 366 (Prostějov–Jevíčko), 373 (Litovel–Brodek u Konice) a 448 (Olomouc–Konice), dále pak silnice 3. třídy směrem na Šubířov a Stražisko. V Konici se nacházejí dvě čerpací stanice. Mezi náměstím a zámkem leží konické autobusové nádraží. Autobusovou dopravu zde zajišťuje ARRIVA MORAVA. Konice je také uzlem elektrické rozvodné sítě. Na Březském vrchu stojí dva vysílače.

## Záchranné služby

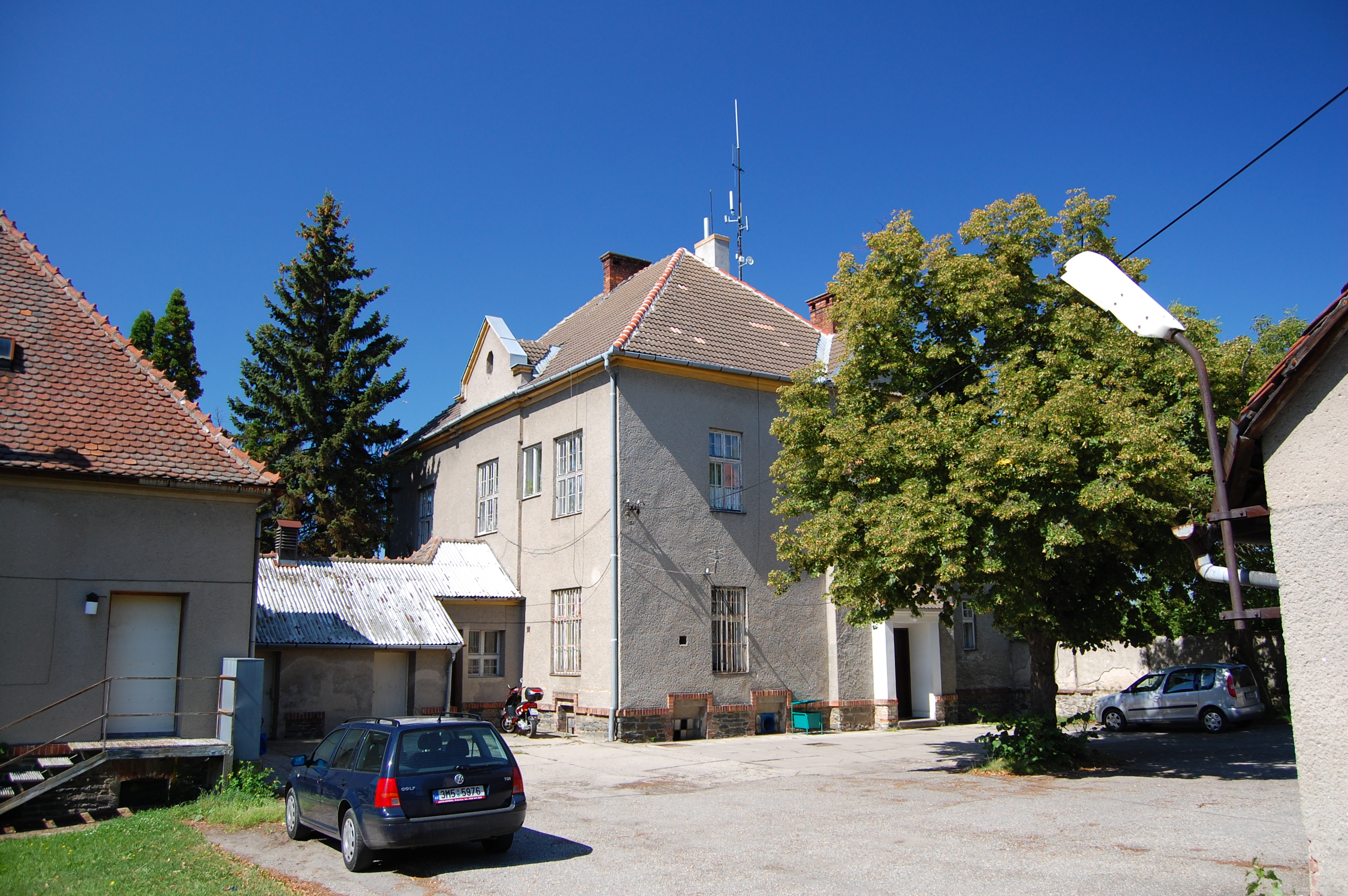
Budova konické polikliniky

Ve městě se nachází poliklinika a stanice rychlé záchranné služby. Ve městě má svou základnu také zdravotnická záchranná služba olomouckého kraje která disponuje vozem Volskwagen Transporter T5 facelift. Budova polikliniky, v minulosti sloužící jako hospodářská škola, v současné době čeká na výraznou rekonstrukci. V budově polikliniky má ordinaci několik praktických i specializovaných lékařů. Ve městě jsou dále dvě zubařské ordinace. 
Sbor dobrovolných hasičů byl v Konici založen roku 1875. Hasičská zbrojnice vybudovaná v roce 1958 a rozšířená roku 1984 stojí nedaleko od náměstí na Hřbitovní ulici a sídlí v ní sbor dobrovolných hasičů Konice. V Konici působí jak profesionální hasičská jednotka, tak i místní sbor dobrovolných hasičů. Celkový počet příslušníků profesionálního hasičského záchranného sboru se pohybuje kolem patnácti členů, přičemž sloužící směna má vždy minimálně členy čtyři. Hasiči mají ve své nové stanici kterou užívají od konce roku 2017 k dispozici vozidla Tatra Terra CAS 20, Tatra 815-7 CAS 30, automobilový žebřík Scania AZ 30, motorový člun a velitelský automobil VEA VW Caddy. Dobrovolní hasiči sídlí na zbrojnici na hřbitovní ulici a vlastní techniku Volkswagen Transportér 4x4, MP16 Na podvozku Avie, Iveco Magirus CAS 20 3000/200 S2T, která jednotka získala od profesionálních hasičů v Konici. SDH pořádá také automobilové závody do vrchu od sokolovny a každým rokem klade věnec k pomníčku tří partyzánů u Březska. 
Na náměstí sídlí státní i městská policie zřízená v roce 1995. Kromě městské policie všechny zmíněné záchranné sbory vykonávají svou činnost v rámci oblasti působnosti ORP Konice i v některých dalších místech za jejími hranice.

## Školství

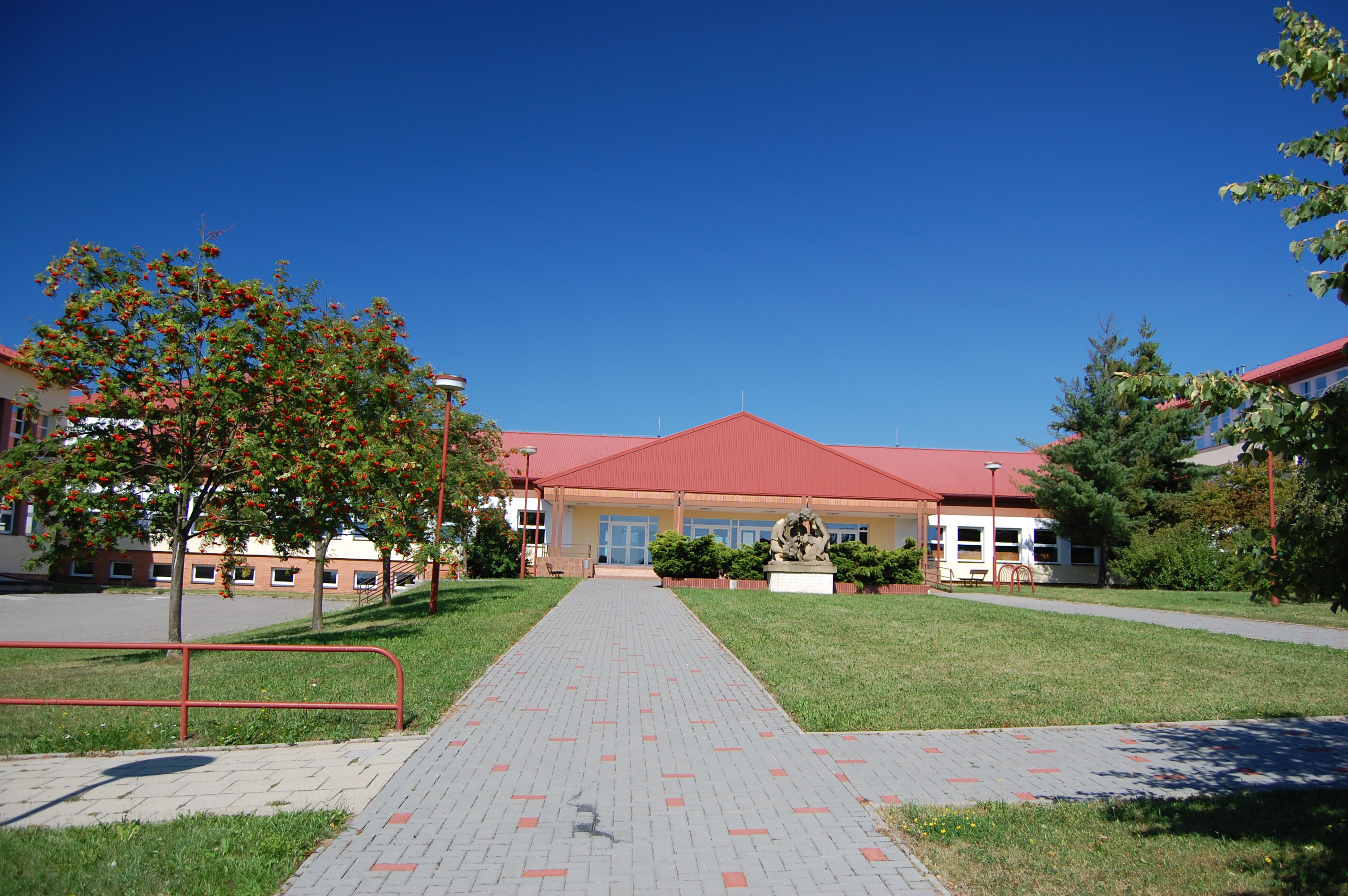
Vchod ZŠ a gymnázia

Ve městě působí několik školských zařízení. Nejvýznamnější školní institucí ve městě je Základní škola a gymnázium města Konice, jejímž zřizovatelem je samotné město. Historie školství se ve městě píše již od roku 1632. Škola se v průběhu let několikrát stěhovala a později již dosavadní budovy kapacitně nestačily, a tak byl na Tyršově ulici vybudován a v roce 1976 slavnostně otevřen nový pavilónový komplex, kde škola sídlí dodnes. Zásadním počinem pak bylo otevření gymnázia a tím i první střední školy na Konicku v roce 1993.
Ve městě funguje základní umělecká škola s pobočkami v okolních vesnicích, která nabízí vzdělání v oboru hudebním, výtvarném a tanečním. Dále je zde Mateřská škola. Za dalším středoškolským a vysokoškolským vzděláním míří žáci a studenti především do větších center (Prostějov, Olomouc).

## Kultura
Městské kulturní středisko každoročně pořádá Žváčkův festival dechové hudby. Do jeho působnosti dále spadá Kruh přátel hudby, který pořádá koncerty klasické hudby v obřadním sále konického zámku. Další aktivity jsou například: výstavy, koncerty, besedy a přednášky, zájezdy do divadel, divadelní festival na zámku, vydávání Konického zpravodaje, provoz městské knihovny, aj.
Konický zámek poskytuje důstojné zázemí pro pořádání nejrůznějších akcí. Sídlí zde zmiňované kulturní středisko spolu s městskou knihovnou. Kromě výstav, koncertů, besed a přednášek je využíván pro zasedání městského zastupitelstva a jiné akce. Na zámku se nachází Muzeum řemesel, jehož sbírka seker byla v roce 2013 zapsána jako nejpočetnější v ČR do knihy rekordů Agenturou Dobrý den Pelhřimov. V době zápisu sbírka obsahovala více než 300 seker. Zapsáno jich bylo pouze 251, důvodem byla chybějící topůrka. Před zámkem se nachází sekera, která je díky svojí velikosti světovým unikátem. Její délka je celkem 606 cm a výška 2015 mm. V roce 2015 byla zapsána do České knihy rekordů. V zámku sídlí Turistické informační centrum, které zajišťuje i prohlídky zámku a muzea a dále Mateřské centrum Srdíčko, provozované Charitou Konice.
V Konici chyběl vhodný objekt pro pořádání plesů a podobných větších akcí. Pro tyto účely byl často využíván kulturní dům v blízkém Jesenci. Od roku 2019 je však v Konici otevřeno velké Komunitní centrum, které vzniklo přestavbou dříve zchátralé budovy místní sokolovny a je hojně využíváno pro výstavy a různé akce. Od podzimu 2021 zde začalo probíhat i promítání filmů pro občany města.
Na okraji Konice provozuje soukromá společnost živou expozici sadařství v historickém sadu. Lokalita obsahuje vzácné třešně zasazené v roce 1953.

## Sport

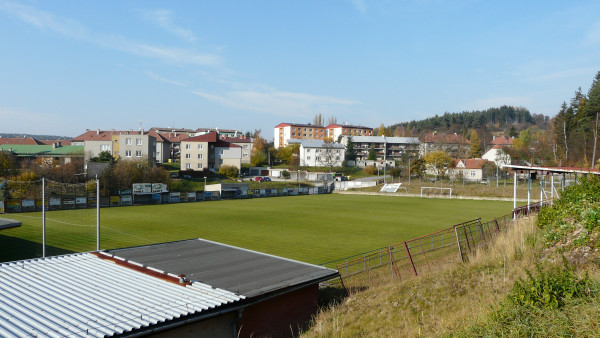
Velké fotbalové hřiště

V Konici působí fotbalový klub Sokol Konice. Ve městě se nachází dvě fotbalová hřiště, jedno z nich s umělým povrchem, kde se pořádají okresní utkání mezi jednotlivými kluby. Dříve se na místě dnešního hřiště nacházelo veřejné koupaliště. Zchátralá budova sokolovny již svému účelu neslouží. V zimním období je ve sportovní hale u gymnázia vytvořeno kluziště. Každým rokem se v Konici pořádá za spoluúčasti SDH Konice automobilový závod do vrchu. Kromě zmíněných se v Konici pořádá spousta dalších závodů, sportovních aktivit a soutěží.
V Konici je také klub orientační běhu KOB KON.

## Turistika
Východiskem turistických cest je rozcestník Konice (žst.), kde se setkává červená, zelená a žlutá turistická značka. Po červené značce se dá dostat ke Sládkově skále a dále do Šubířova, Jaroměřic a Jevíčka, nebo na opačnou stranu do Březska a k jeskyni Průchodnice. Zelená značka začíná na nádraží a vede kolem rybníků přes Křemenec a končí v Runářově. Žlutá značka vede přes Runářov do Malen a na opačnou stranu přes centrum města směrem k Ochozské kyselce a do Rakovského údolí. Z Konice je možné se vydat po cyklostezce 5028 na západ do Skřípova a Pohory, nebo na východ přes řadu obcí až do Prostějova. Jižním směrem pak vychází cyklotrasa 5031 směr Stražisko až do Plumlova, severním směrem vede cyklostezka 5030 do Kladek. V zámku je provozováno turistické informační středisko pro celý region, které je během sezóny otevřené i o víkendu.

## Fotogalerie

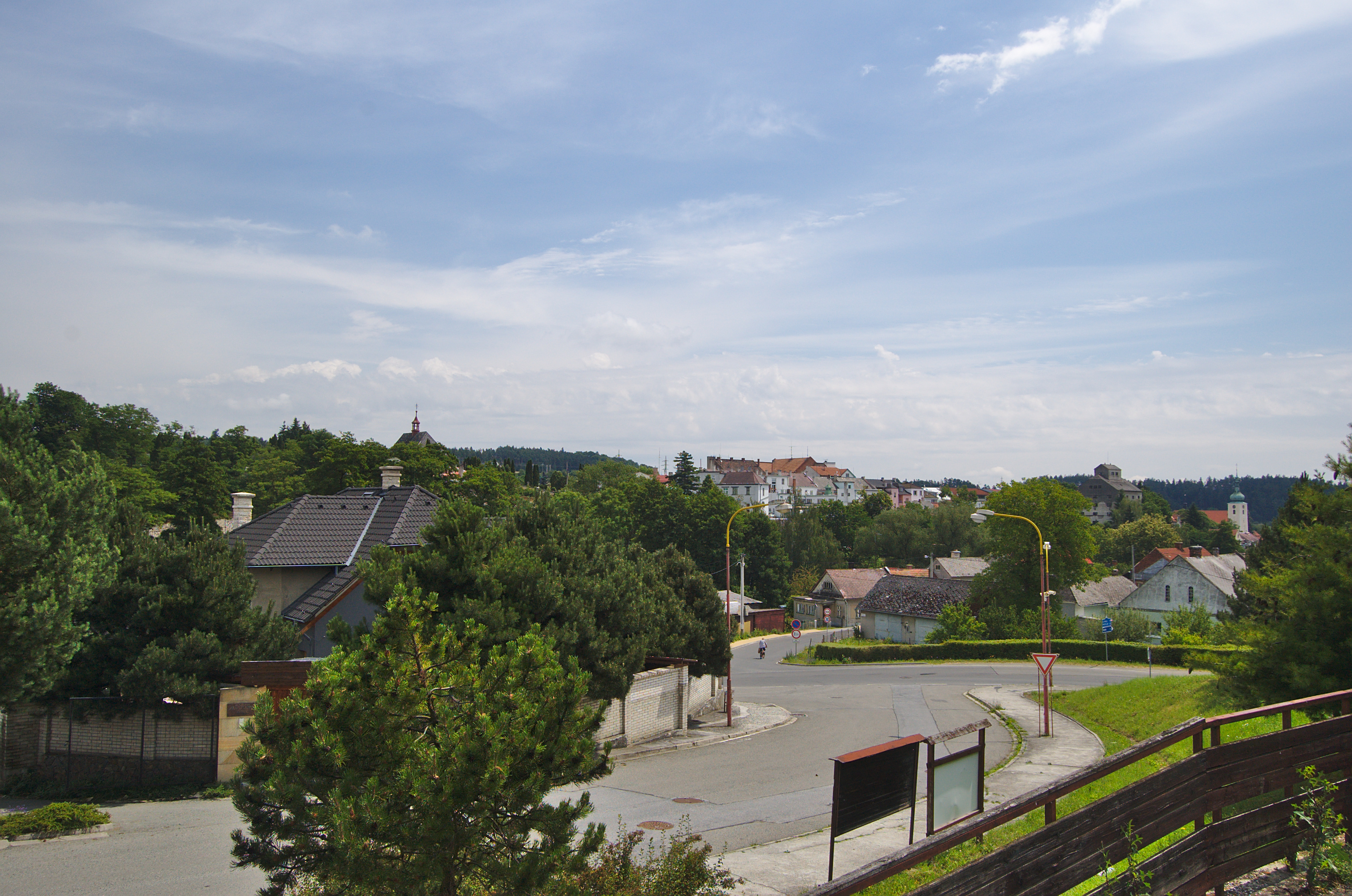
Výhled na Konici z vlakového nádraží
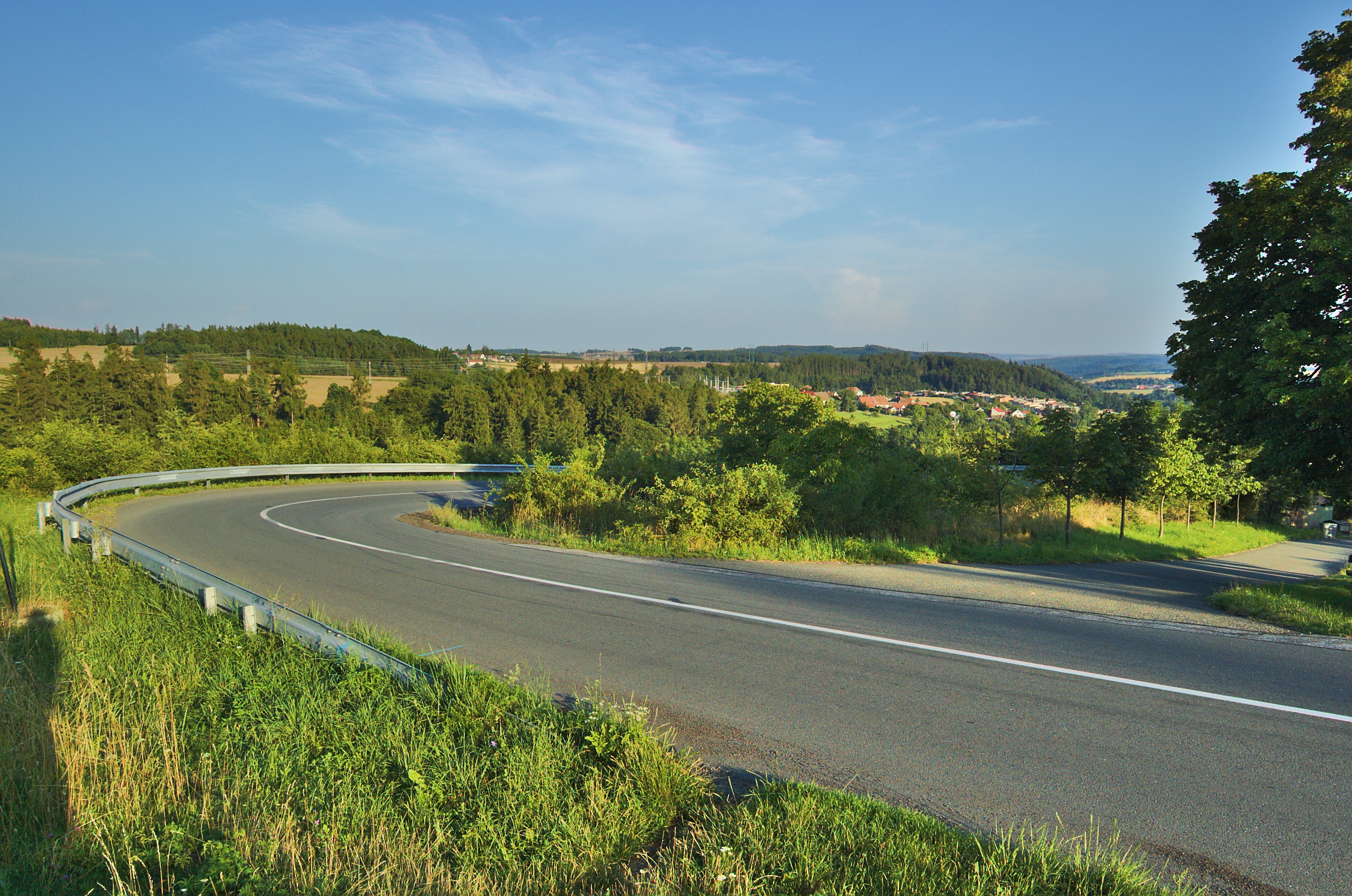
Pohled na místní části Vyšehrad a Cihelna
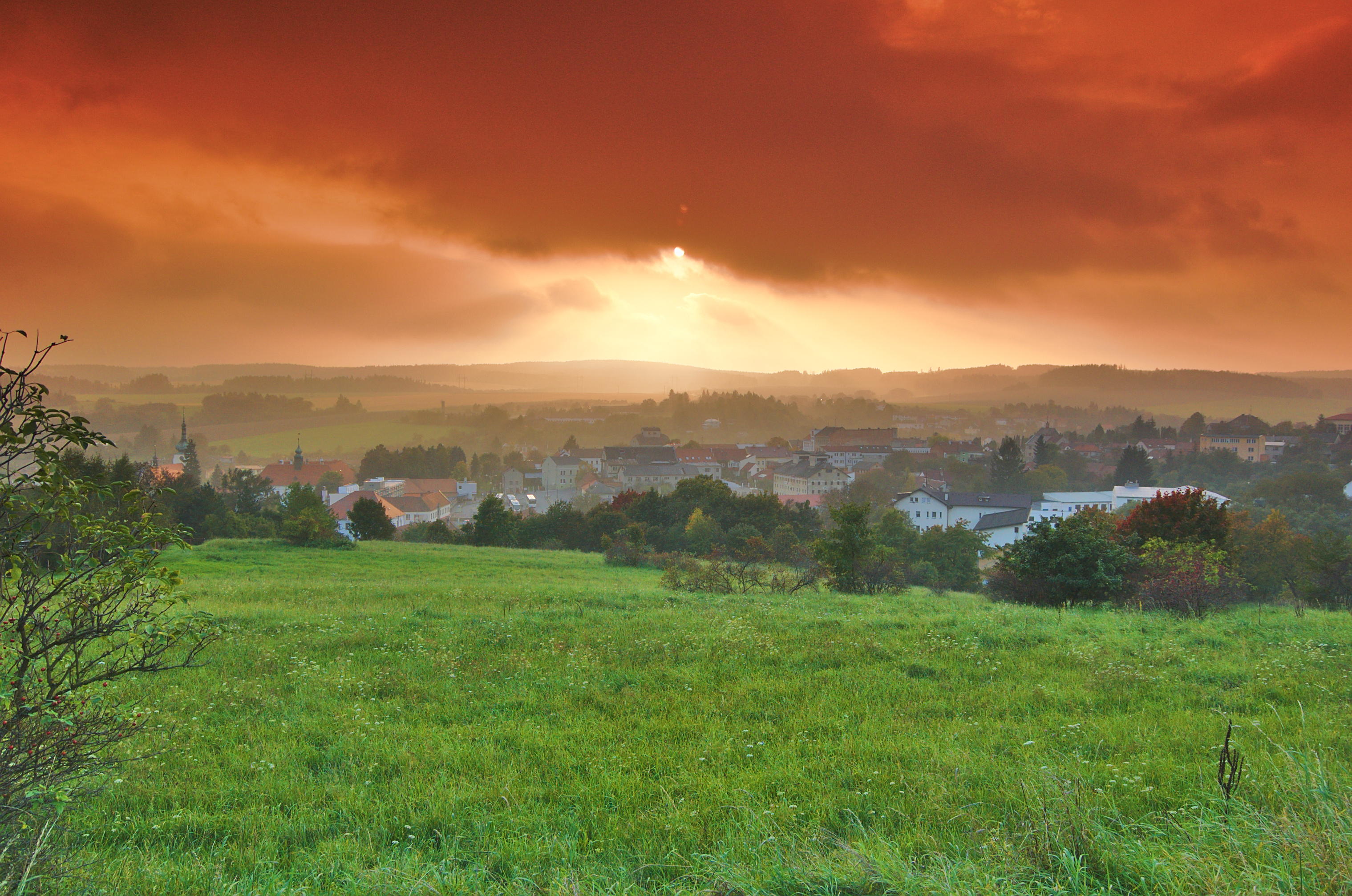
Pohled na Konici při západu slunce od východu
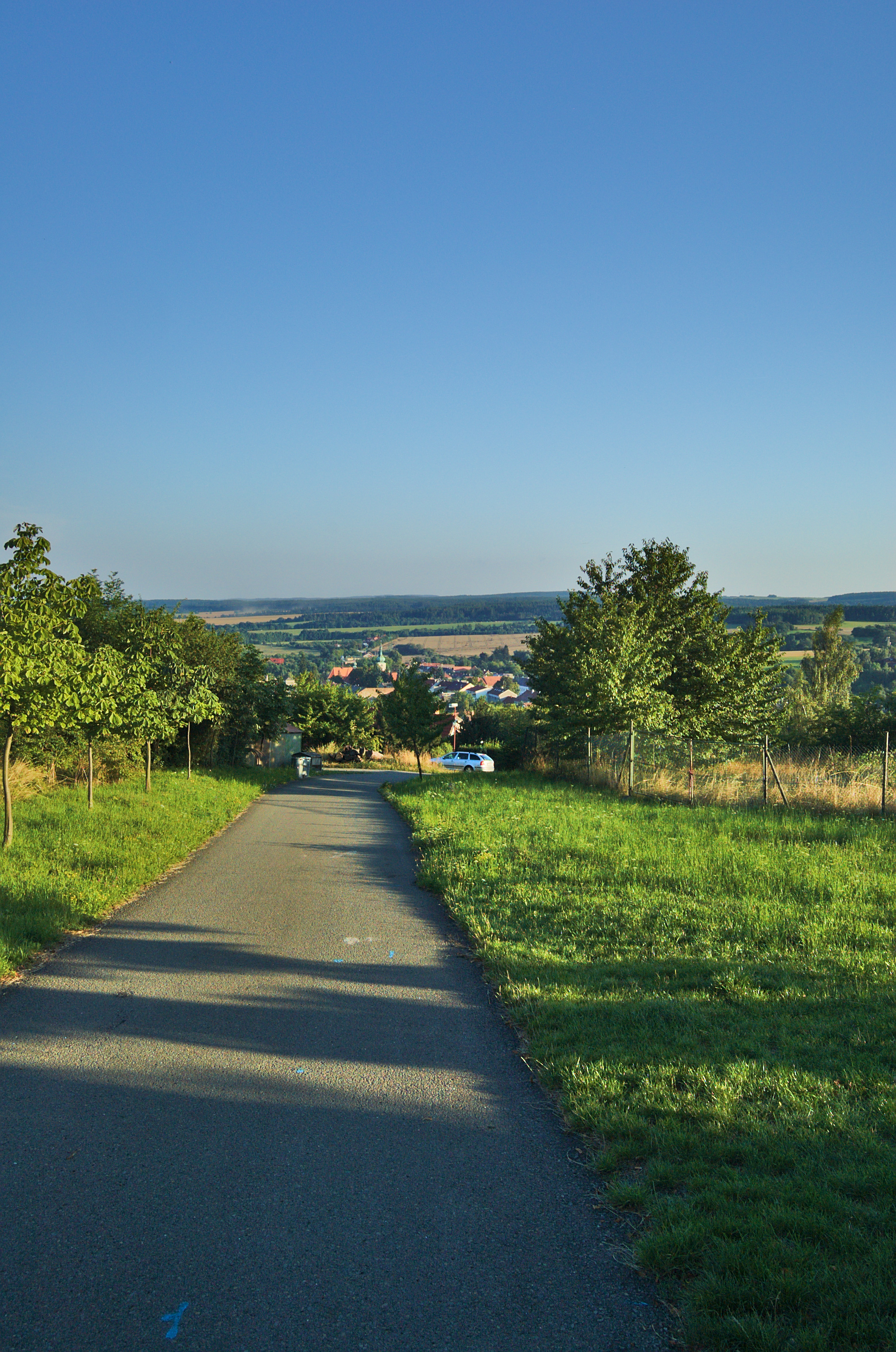
Pohled na město od mohyly
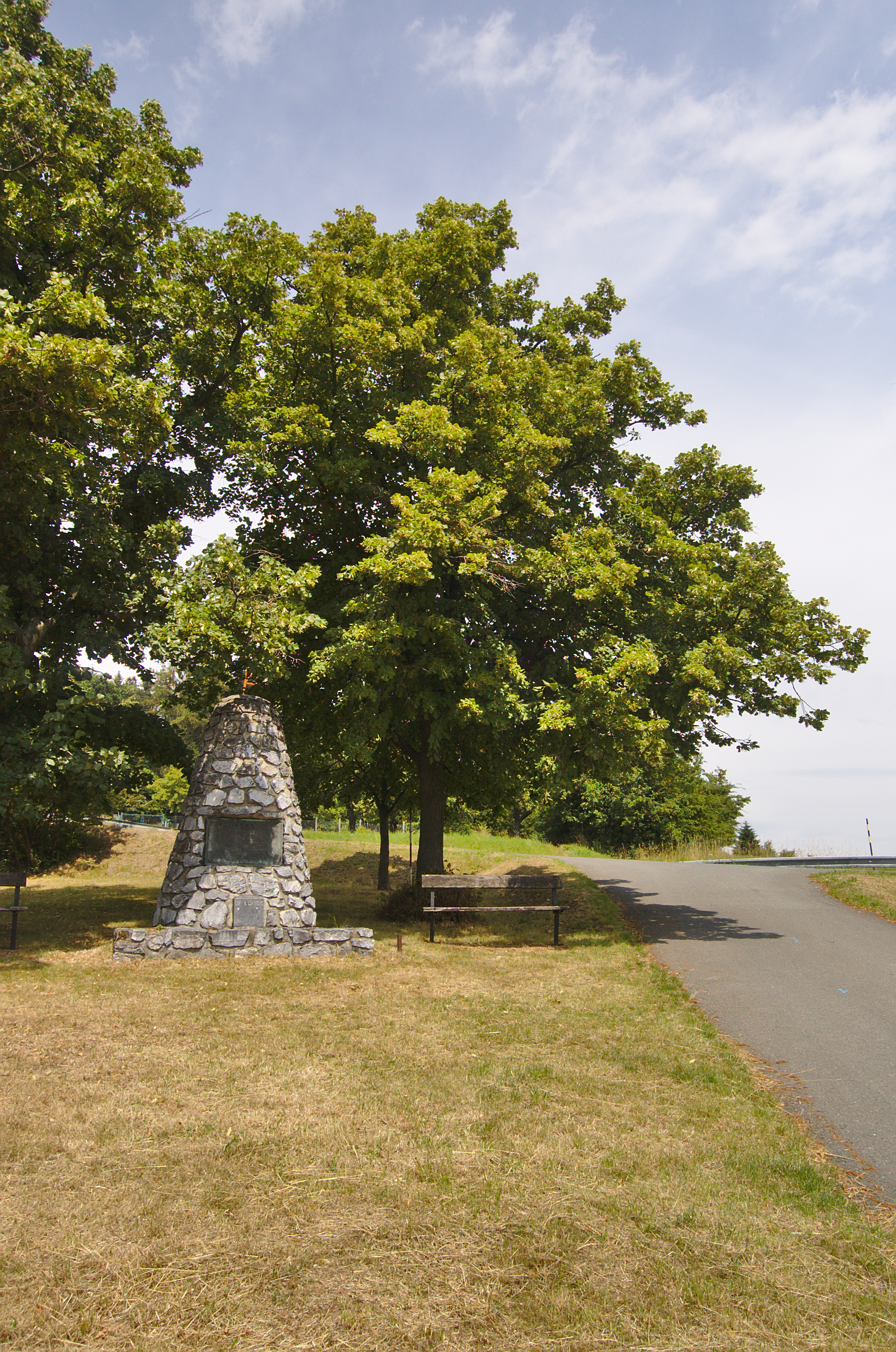
Mohyla T.G.Masaryka
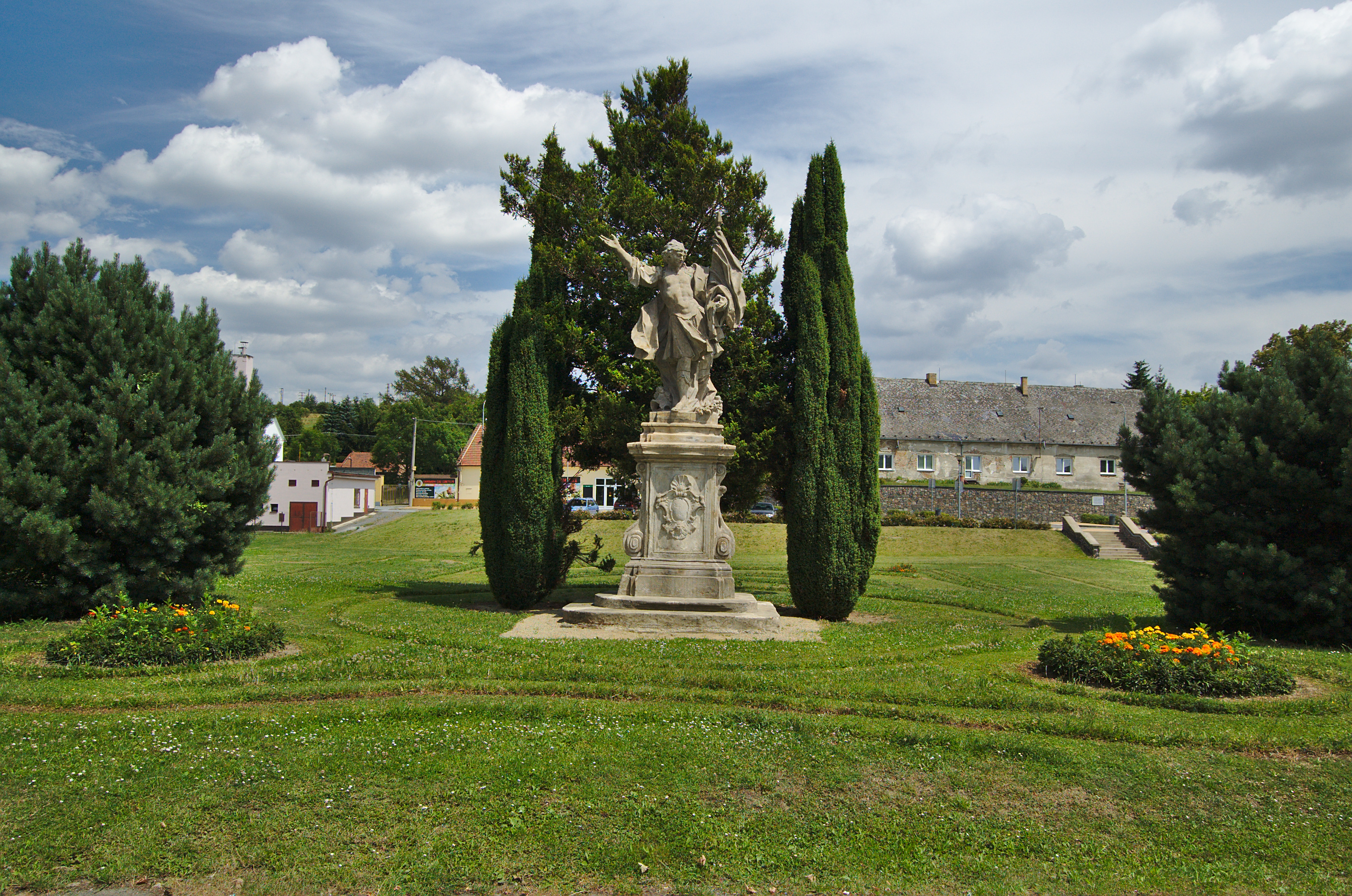
Socha svatého Floriána před zámkem
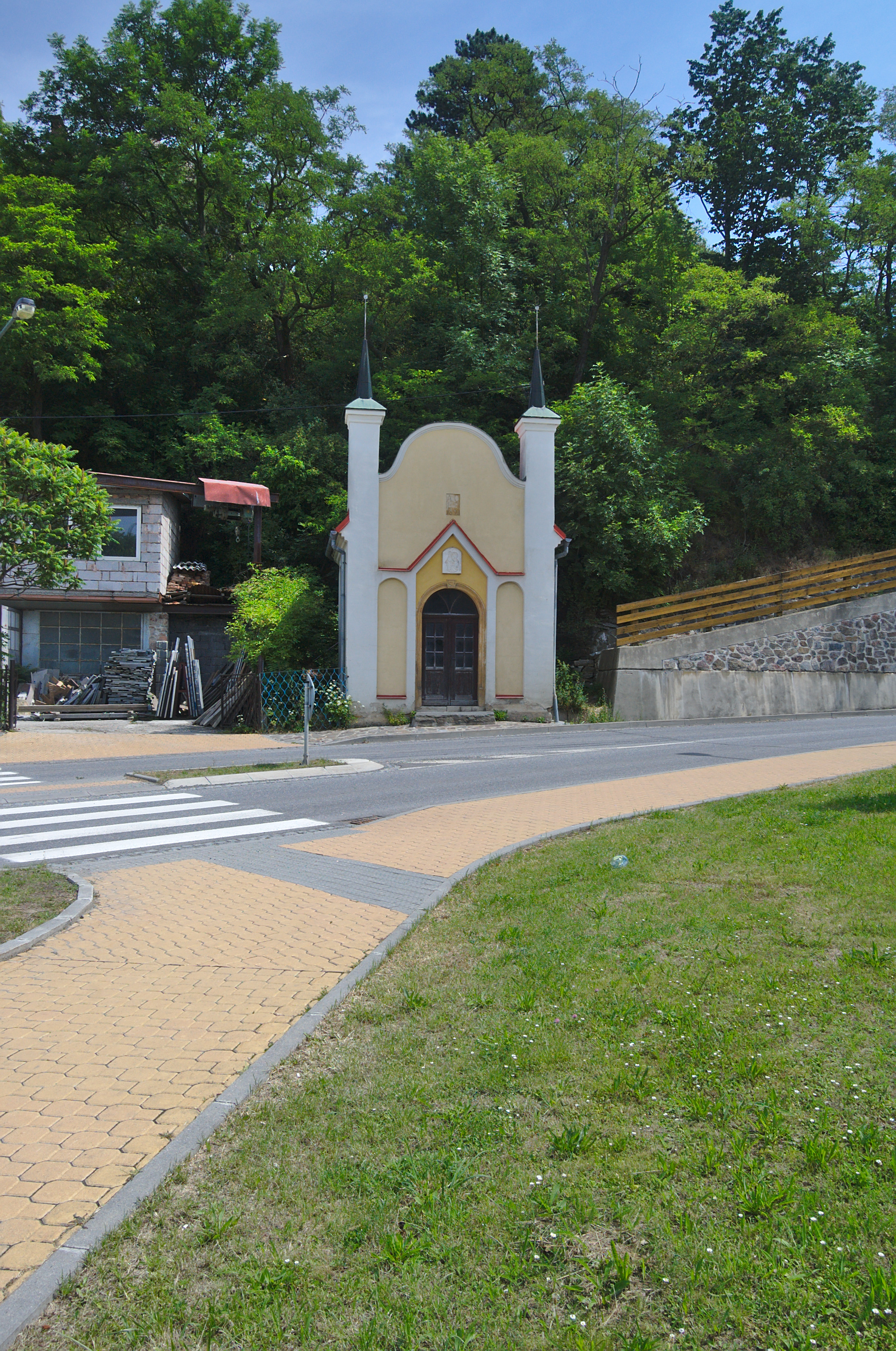
Kaple Panny Marie
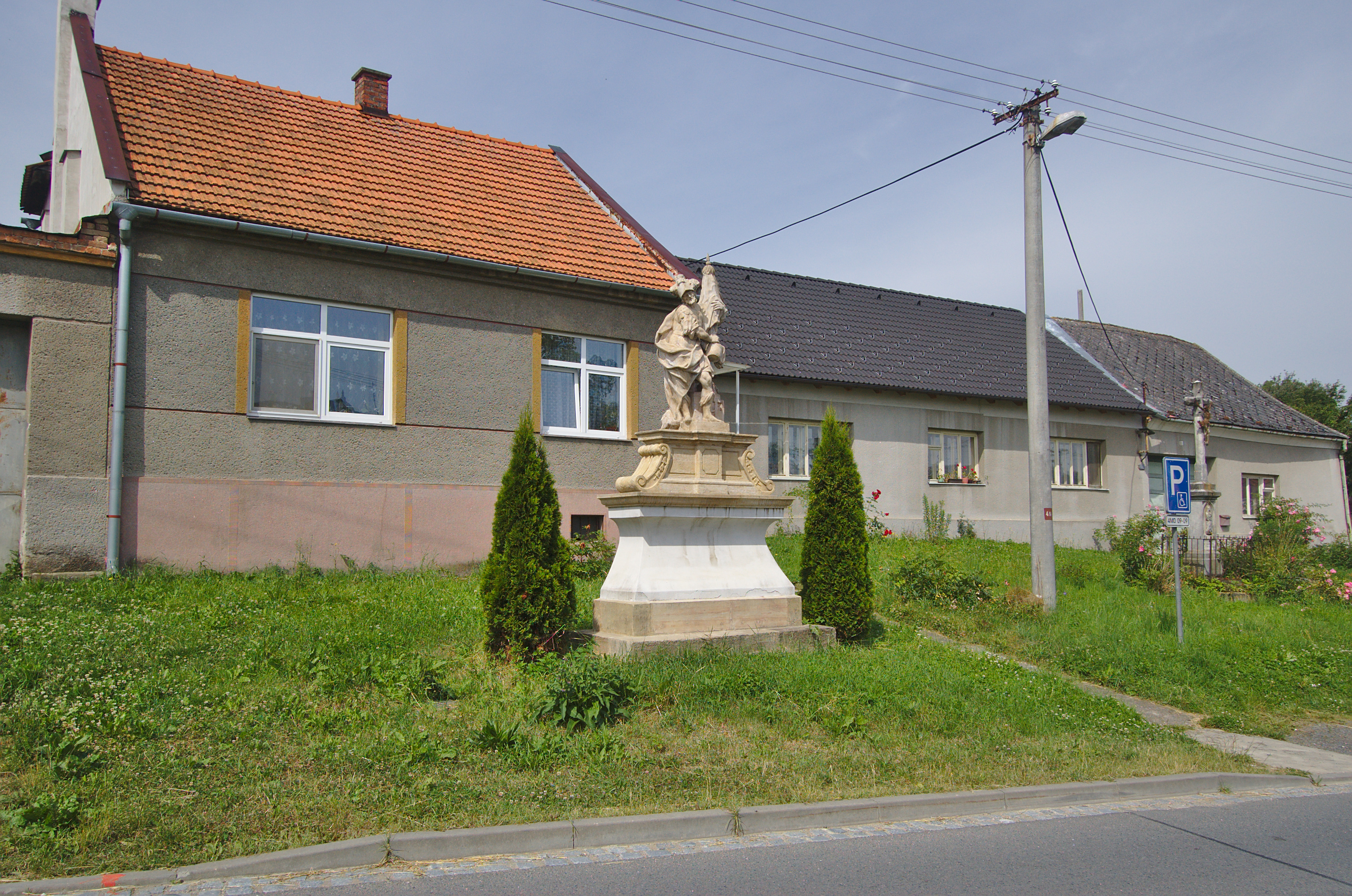
Socha svatého Floriána
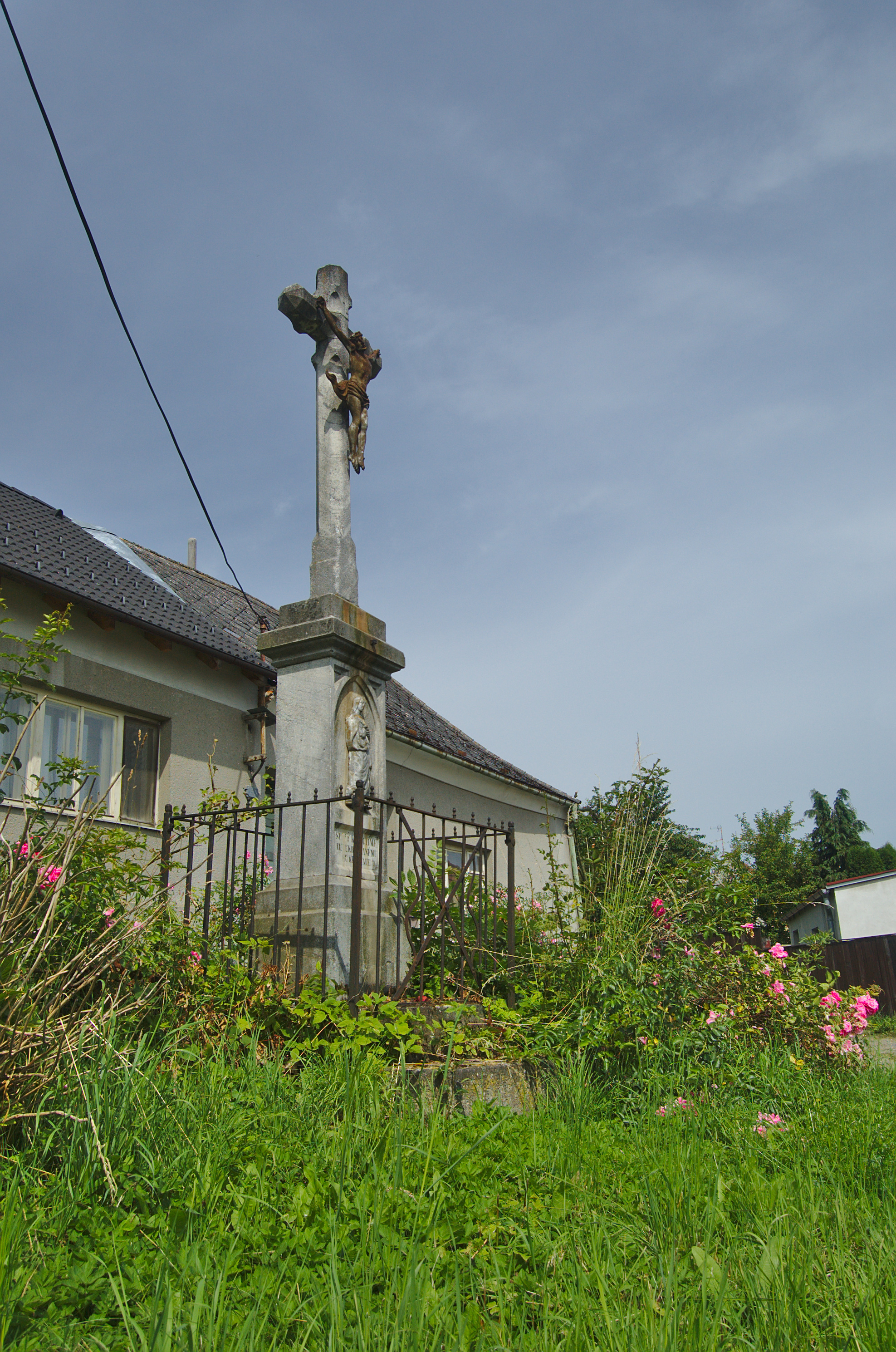
Kříž na začátku místní části Bídov
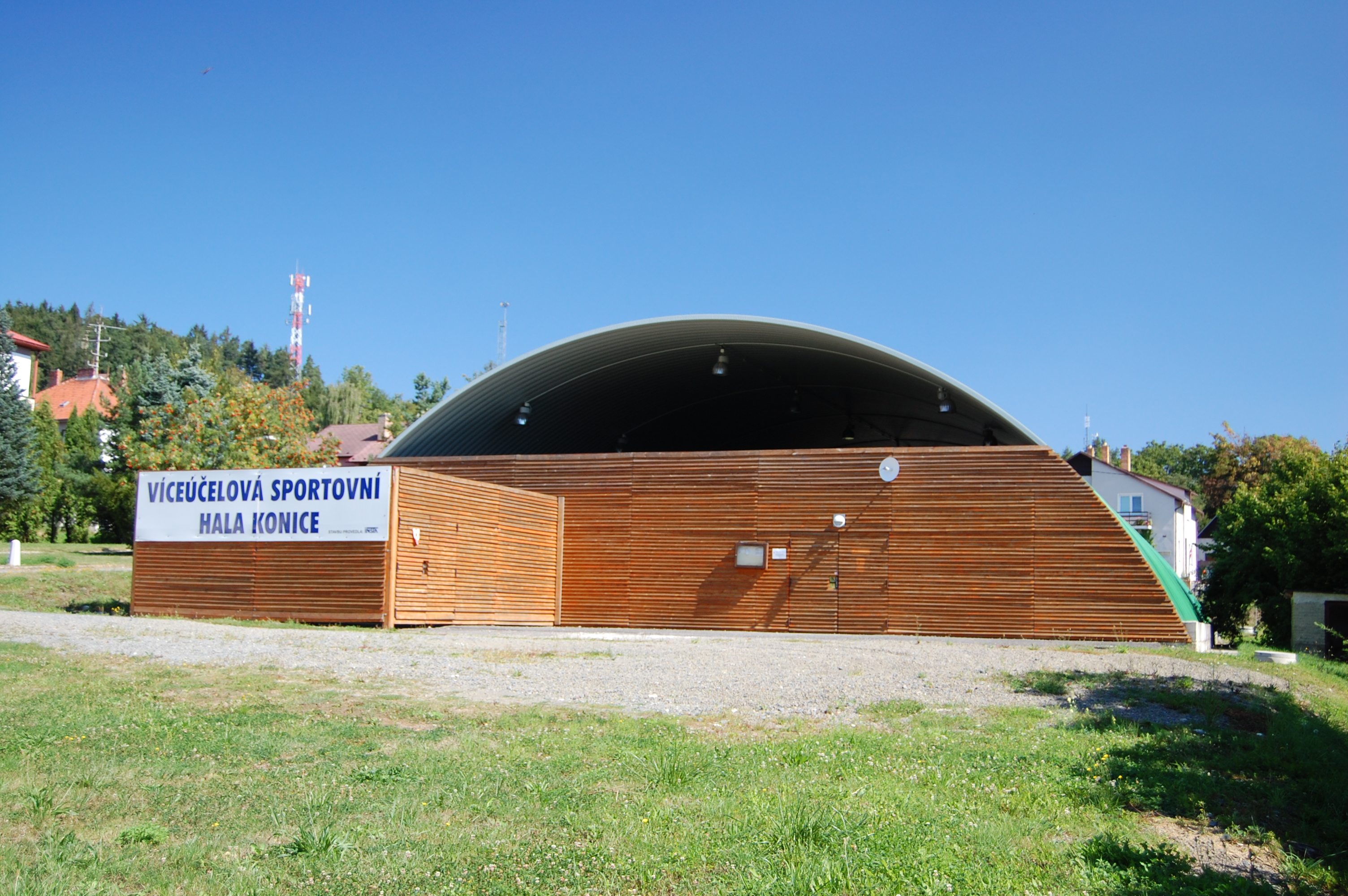
Víceúčelová sportovní hala